# Berrocalejo de Aragona
Berrocalejo de Aragona är en kommun i Spanien.  Den ligger i provinsen Ávila i den autonoma regionen Kastilien och León i centrala delen av landet, 80 km väster om huvudstaden Madrid. Antalet invånare är 56 (2024).